# Superserien 2006
Superserien 2006 var Sveriges högsta division i amerikansk fotboll för herrar säsongen 2006. Serien spelades 6 maj–27 augusti 2006 och vanns av Stockholm Mean Machines. Göteborg Marvels var kvalificerade men drog sig ur innan säsongen startade. Lagen möttes i dubbelmöten hemma och borta. Vinst gav 2 poäng, oavgjort 1 poäng och förlust 0 poäng.
De fyra bäst placerade lagen gick vidare till slutspel. SM-slutspelet spelades 2 september–10 september och även där segrade Stockholm Mean Machines.

## Tabell
| Nr | Lag                               | S | V | O | F | GP  | IP  | PS   | P  |
| -- | --------------------------------- | - | - | - | - | --- | --- | ---- | -- |
| 1  | Stockholm Mean Machines (RL) (RM) | 8 | 7 | 0 | 1 | 269 | 106 | +163 | 14 |
| 2  | Carlstad Crusaders                | 8 | 7 | 0 | 1 | 289 | 139 | +150 | 14 |
| 3  | Limhamn Griffins (U)              | 8 | 3 | 0 | 5 | 190 | 241 | −51  | 6  |
| 4  | Arlanda Jets                      | 8 | 3 | 0 | 5 | 213 | 300 | −87  | 6  |
| 5  | Jamtland Republicans*             | 8 | 0 | 0 | 8 | 115 | 290 | −175 | 0  |

Färgkoder:
|      | – Kvalificerad för mästerskapsslutspel      |
|      | – Nedflyttad till division 1                |
| (RL) | – Regerande ligamästare (seriesegrare)      |
| (RM) | – Regerande svenska mästare                 |
| (U)  | – Uppflyttad från division 1                |
| *    | – Nedflyttad efter säsongen på egen begäran |

## Matchresultat
| Hemma \ Borta           | AJ    | CC    | JR    | LG    | SMM   |
| Arlanda Jets            | —     | 7–26  | 40–33 | 45–42 | 26–54 |
| Carlstad Crusaders      | 54–20 | —     | 41–30 | 43–42 | 20–6  |
| Jamtland Republicans    | 8–42  | 6–50  | —     | 22–30 | 8–14  |
| Limhamn Griffins        | 28–14 | 0–42  | 28–8  | —     | 0–20  |
| Stockholm Mean Machines | 55–19 | 28–13 | 45–0  | 47–20 | —     |

## Slutspel

### Semifinaler
|  | 2 september 2006 | Stockholm Mean Machines | 20 – 14               | Arlanda Jets | Zinkensdamms IP   |                   |
|  |                  |                         | (13 – 0) Matchrapport |              | Domare: Team Adus | Domare: Team Adus |
|  |                  |                         |                       |              | Domare: Team Adus | Domare: Team Adus |
|  |                  |                         |                       |              | Domare: Team Adus | Domare: Team Adus |

|  | 2 september 2006 | Carlstad Crusaders | 46 – 6                | Limhamn Griffins | Tingvalla IP |  |
|  |                  |                    | (28 – 0) Matchrapport |                  |              |  |
|  |                  |                    |                       |                  |              |  |
|  |                  |                    |                       |                  |              |  |

### SM-final
|  | 10 september 2006 | Stockholm Mean Machines | 24 – 21              | Carlstad Crusaders | Zinkensdamms IP   |                   |
|  |                   |                         | (7 – 7) Matchrapport |                    | Domare: Team Adus | Domare: Team Adus |
|  |                   |                         |                      |                    | Domare: Team Adus | Domare: Team Adus |
|  |                   |                         |                      |                    | Domare: Team Adus | Domare: Team Adus |